# Nominell statsobligation
Nominell statsobligation är en obligation vars värde är uttryckt i löpande priser. Motsatsen är realränteobligationer där spararen också får kompensation för inflationen.